# Gran Premio d'Italia 1947
Il Gran Premio d'Italia 1947 è stata una gara automobilistica svoltasi il 7 settembre del 1947 e corsa nel quartiere di Portello, a Milano.
Fu la diciassettesima edizione del Gran Premio e fu vinta da Carlo Felice Trossi su Alfa Romeo e durò 100 giri in un circuito non permanente, intorno alla fiera campionaria di Milano, lungo 3,447 km per una distanza complessiva di quasi 345 km totali.

## Vigilia

### Il ritorno del Gran Premio e l'esordio a Milano
L'Italia, dopo 9 anni, tornò ad avere la massima gara automobilistica, ossia il Gran Premio; proprio quell'anno furono varate le regole che definirono la Formula A, che nel 1948 sarebbe diventata Formula 1.
Il grosso problema fu la momentanea ricostruzione dell'Autodromo di Monza dopo essere stata impiegata nella guerra appena finita. Così si decisero di organizzare il primo Gran Premio dopo la guerra a Milano nella zona del Portello dove si trovava la Fiera campionaria (l'odierna Fiera di Milano).
Il circuito si districava nel quartiere della fiera campionaria per un totale di quasi 3,5 km, passando per via Bartolomeo Colleoni, Viale Eginardo, Viale Berengario, Viale Ezio, Piazzale Giulio Cesare, Viale Cassiodoro, Viale Boezio, Viale Duilio, Via Alcuino e Piazzale Damiano Chiesa.

### Partecipanti
A presentarsi al Gran Premio furono quasi tutti i costruttori e i team più famosi del dopoguerra.
L'Alfa Romeo con le sue potentissime Alfetta 158, avendo anche vinto i primi due "Grandes Épreuves" di quell'anno (Svizzera e Belgio) grazie anche ad un motore potenziato fino a quasi 280 cavalli (275 cavalli inglesi) rispetto alla precedente stagione.
A lottare con le Alfetta c'erano la Maserati di Luigi Villoresi (che fino a quel momento aveva vinto 5 gare in tutto il mondo) ed altre vetture come la Talbot-Lago di Louis Chiron, ancora a secco di un risultato significativo.
Le Maserati parteciparono alla gara e le Talbot-Lago invece no, aspettando il Gran Premio di casa disputato il 21 settembre e vinto poi dallo stesso Chiron.
Chiron invece prese una Maserati dell'italo svizzero Enrico Platé, utilizzandola solo in quel Gran Premio.
Altre vetture che parteciparono furono le Delahaye 135CS di Eugène Chaboud e qualche Delage e Cisitalia.

### Elenco partecipanti
| No | Pilota               | Squadra               | Costruttore | Vettura              |
| -- | -------------------- | --------------------- | ----------- | -------------------- |
| 2  | Alessandro Gaboardi  | Alfa Romeo SpA        | Alfa Romeo  | Alfa Romeo 158       |
| 4  | Nello Pagani         | Scuderia Milano       | Maserati    | Maserati 4CL         |
| 6  | Gigi Villoresi       | Scuderia Ambrosiana   | Maserati    | Maserati 4CLT        |
| 8  | Raymond Sommer       | Privato               | Maserati    | Maserati 4CL         |
| 10 | Lamberto Grolla      | Privato               | Cisitalia   | Cisitalia D46 – Fiat |
| 12 | Eugène Chaboud       | Privato               | Delahaye    | Delahaye 135S        |
| 14 | Pierre Levegh        | Ecurie Naphtra Course | Maserati    | Maserati 4CL         |
| 16 | Achille Varzi        | Alfa Romeo SpA        | Alfa Romeo  | Alfa Romeo 158       |
| 18 | Louis Chiron         | Enrico Platé          | Maserati    | Maserati 4CL         |
| 24 | Consalvo Sanesi      | Alfa Romeo SpA        | Alfa Romeo  | Alfa Romeo 158       |
| 26 | Prince Bira          | Scuderia Milano       | Maserati    | Maserati 4CL         |
| 28 | Giovanni Bracco      | Privato               | Delage      | Delage 3000          |
| 30 | Carlo Felice Trossi  | Alfa Romeo SpA        | Alfa Romeo  | Alfa Romeo 158       |
| 32 | Toulo de Graffenried | Privato               | Maserati    | Maserati 4CL         |
| 34 | Alberto Ascari       | Scuderia Ambrosiana   | Maserati    | Maserati 4CL         |
| 36 | "Raph"               | Ecurie Naphtra Course | Maserati    | Maserati 4CL         |
| 38 | Arialdo Ruggeri      | Scuderia Milano       | Maserati    | Maserati 4CL         |
| 42 | Gaetano dell'Acqua   | Privato               | Maserati    | Maserati 6CM         |
| 44 | Carlo Pesci          | Privato               | Maserati    | Maserati 6CM         |
| 46 | Giovanni Minozzi     | Privato               | Maserati    | Maserati 6CM         |
| 48 | Renato Balestrero    | Privato               | Maserati    | Maserati             |
| 52 | Lorenzo Arrigoni     | Privato               | Maserati    | Maserati 6CM         |
| 54 | Henri Louveau        | Ecurie Gersac         | Delage      | Delage D6.70         |
| 56 | Mario Porrino        | Privato               | Cisitalia   | Cisitalia D46 – Fiat |

## Risultati

### Qualifiche
| Posizione | No | Pilota               | Costruttore    | Tempo giro | Distacco |
| --------- | -- | -------------------- | -------------- | ---------- | -------- |
| 1         | 24 | Consalvo Sanesi      | Alfa Romeo     | 1:44.0     | -        |
| 2         | 30 | Carlo Felice Trossi  | Alfa Romeo     | 1:44.8     | +0.8s    |
| 3         | 6  | Gigi Villoresi       | Maserati       | 1:45.4     | +1.4s    |
| 4         | 16 | Achille Varzi        | Alfa Romeo     | 1:47.0     | +3.0s    |
| 5         | 34 | Alberto Ascari       | Maserati       | 1:47.2     | +3.2s    |
| 6         | 18 | Louis Chiron         | Maserati       | 1:47.6     | +3.6s    |
| 7         | 8  | Raymond Sommer       | Maserati       | 1:47.6     | +3.6s    |
| 8         | 32 | Toulo de Graffenried | Maserati       | 1:48.8     | +4.8s    |
| 9         | 2  | Alessandro Gaboardi  | Alfa Romeo     | 1:51.8     | +7.8s    |
| 10        | 14 | Pierre Levegh        | Maserati       | 1:53.6     | +9.6s    |
| 11        | 52 | Lorenzo Arrigoni     | Maserati       | 1:58.6     | +14.6s   |
| 12        | 36 | "Raph"               | Maserati       | 1:58.8     | +14.8s   |
| 13        | 12 | Eugène Chaboud       | Delahaye       | 1:59.8     | +15.8s   |
| 14        | 22 | Charles Pozzi        | Delahaye       | 2:00.2     | +16.2s   |
| 15        | 38 | Arialdo Ruggeri      | Maserati       | 2:00.8     | +16.8s   |
| 16        | 46 | Giovanni Minozzi     | Maserati       | 2:00.8     | +16.8s   |
| 17        | 42 | Gaetano dell'Acqua   | Maserati       | 2:01.4     | +17.4s   |
| 18        | 28 | Giovanni Bracco      | Delage         | 2:01.5     | +17.5s   |
| 19        | 10 | Lamberto Grolla      | Cisitalia-Fiat | 2:03.4     | +19.4s   |
| 20        | 56 | Mario Porrino        | Cisitalia-Fiat | 2:03.6     | +19.6s   |
| 21        | 44 | Carlo Pesci          | Maserati       | 2:03.8     | +19.8s   |
| 22        | 54 | Henri Louveau        | Delage         | 2:05.8     | +21.8s   |
| 23        | 26 | Prince Bira          | Maserati       | 2:06.0     | +22.0s   |
| 24        | 4  | Nello Pagani         | Maserati       | 2:10.0     | +26.0s   |

### Gara
| Pos | No | Pilota               | Costruttore    | Giri | Distacco/Ritirato | Posizione in griglia |
| --- | -- | -------------------- | -------------- | ---- | ----------------- | -------------------- |
| 1   | 30 | Carlo Felice Trossi  | Alfa Romeo     | 100  | 3:02:25.0         | 2                    |
| 2   | 16 | Achille Varzi        | Alfa Romeo     | 100  | +0.1s             | 4                    |
| 3   | 24 | Consalvo Sanesi      | Alfa Romeo     | 99   | +1 giri           | 1                    |
| 4   | 2  | Alessandro Gaboardi  | Alfa Romeo     | 95   | +5 giri           | 9                    |
| 5   | 34 | Alberto Ascari       | Maserati       | 94   | +6 giri           | 5                    |
| 6   | 54 | Henri Louveau        | Delage         | 91   | +9 giri           | 22                   |
| 7   | 22 | Charles Pozzi        | Delahaye       | 89   | +11 giri          | 14                   |
| 8   | 12 | Eugène Chaboud       | Delahaye       | 87   | +13 giri          | 13                   |
| 9   | 44 | Carlo Pesci          | Maserati       | 84   | +16 giri          | 21                   |
| Rit | 56 | Mario Porrino        | Cisitalia-Fiat | 56   | -                 | 20                   |
| Rit | 52 | Lorenzo Arrigoni     | Maserati       | 56   | -                 | 11                   |
| Rit | 10 | Lamberto Grolla      | Cisitalia-Fiat | 56   | -                 | 19                   |
| Rit | 28 | Giovanni Bracco      | Delage         | 53   | -                 | 18                   |
| Rit | 6  | Gigi Villoresi       | Maserati       | 53   | Freni             | 3                    |
| Rit | 42 | Gaetano dell'Acqua   | Maserati       | 23   | -                 | 17                   |
| Rit | 8  | Raymond Sommer       | Maserati       | 20   | Motore            | 7                    |
| Rit | 14 | Pierre Levegh        | Maserati       | 6    | -                 | 10                   |
| Rit | 36 | "Raph"               | Maserati       | 3    | Scarico           | 12                   |
| Rit | 4  | Nello Pagani         | Maserati       | 2    | Gomme             | 24                   |
| Rit | 26 | Prince Bira          | Maserati       | 0    | Compressore       | 23                   |
| Rit | 18 | Louis Chiron         | Maserati       | ?    | -                 | 6                    |
| Rit | 32 | Toulo de Graffenried | Maserati       | ?    | -                 | 8                    |
| NP  | 38 | Arialdo Ruggeri      | Maserati       |      | -                 | 15                   |
| NP  | 46 | Giovanni Minozzi     | Maserati       |      | -                 | 16                   |